# David Beattie
David Beattie (Sídney, Australia, 29 de febrero de 1924-Upper Hutt, Nueva Zelanda, 4 de febrero de 2001) fue el decimocuarto Gobernador general de Nueva Zelanda, desde 1980 hasta 1985.
Nacido en Sídney, fue criado por su madre en Nueva Zelanda.
En 1941, a los 17 años, se enroló en el ejército y combatió en la Segunda Guerra Mundial.
Tras la guerra, se licenció en la Universidad de Auckland en 1948 y ejerció de abogado y posteriormente de juez hasta 1980.
Sirvió como presidente del Comité Olímpico Neozelandés durante once años y recibió la Orden Olímpica. También presidió las federaciones de su país de rugby, boxeo y squash y practicó golf, tenis y pesca.
El 1 de agosto de 1980 fue nombrado Caballero Gran Cruz de la Orden de San Miguel y San Jorge y el 6 de noviembre de 1980 Gobernador general de Nueva Zelanda, cargo en el que cesó el 10 de noviembre de 1985.

Armas de David Beattie